# Ордів
Орді́в —  село в Україні, у Шептицькому районі Львівської області. Населення становить 216 осіб.

## Географія
Село розташоване на лівому березі річки Млинівки, правої притоки Білостоку.

## Культові споруди
- Церква святого апостола і євангеліста Луки — дерев'яна церква Радехівського деканату Сокальсько-Жовківської єпархії УГКЦ, збудована 1845 року

## Відомі люди

### Народилися
- Геронім Садовський (1776—1861) — польський шляхтич, останній дідич Вигнанки та Старого Чорткова.
- Микола Свистун (1912—1944) — майор УПА, начальник штабу УПА-Південь.